# ユーロ圏

ユーロ圏
ユーロ圏外のEU加盟国
非公式のユーロ使用地域

ユーロ圏（ユーロけん、英語: eurozone, またはeuro area）は、ユーロ (€) を共通通貨とし、唯一の法定通貨としている欧州連合(EU)加盟27か国のうち、20か国の通貨同盟である。ユーロ圏の通貨当局はユーロシステムである。EUの他の7か国は自国通貨を使用し続けているが、そのほとんどは将来ユーロを採用する義務がある。
ユーロ圏は、オーストリア、ベルギー、クロアチア、キプロス、エストニア、フィンランド、フランス、ドイツ、ギリシャ、アイルランド、イタリア、ラトビア、リトアニア、ルクセンブルク、マルタ、オランダ、ポルトガル、スロバキア、スロベニア、スペインで構成されている。他のEU加盟国（デンマークを除く）は、参加基準を満たした場合、参加する義務がある。どの国も離脱したことはなく、そのような規定も追放される規定もない。アンドラ、モナコ、サンマリノ、バチカン市国は、ユーロを公式通貨として使用し、自国のコインを発行することでEUと正式に合意している。コソボ、モンテネグロはユーロを一方的に採用しているが、これらの国は公式にはユーロ圏の一部を構成しておらず、欧州中央銀行(ECB)やユーログループに代表を出していない。
ECBは、総裁と各国中央銀行の総裁によって運営され、ユーロ圏の金融政策を決定する。ECBの主要任務はインフレを抑制することである。通貨同盟に共通の代表、ガバナンス、財政政策は存在しないが、ユーロ圏とユーロに関する政治的意思決定を行うユーログループを通じた協力が行われている。ユーログループはユーロ圏諸国の財務大臣で構成されているが、緊急時には各国首脳もユーログループを構成する。
ユーロ圏は、2007〜2008年の金融危機以降、経済改革を実施する見返りとして加盟国に緊急融資を供与する条項を制定し、利用してきた。ユーロ圏はまた、相互の国家予算の相互評価など、限定的な財政統合も実施している。この問題点は政治的なものであり、ユーロ圏の変革のために今後どのような条項が合意されるかという点で流動的な状態にある。

## ユーロ使用地域

### ユーロ圏

#### 範囲
1998年、11の加盟国がインフレーション率、政府財政水準、為替相場の状況、長期金利などの収斂基準を満たし、1999年1月1日にユーロの導入が正式に開始されて、ユーロ圏が誕生した。
2000年にはギリシャが基準を満たし、2001年1月1日にユーロに移行した。2002年1月1日より実際の硬貨や紙幣の発行・流通が開始された。2006年にはスロベニアが基準を満たして、2007年1月1日よりユーロ圏入りを果たした。さらに2008年1月1日にはキプロスとマルタで、2009年1月1日にはスロバキアで、2011年1月1日にはエストニアで、2014年1月1日にはラトビアで、2015年1月1日にはリトアニアでもユーロが導入され、バルト三国もユーロ圏となった。2023年1月1日にはクロアチアがユーロを導入した。
これによりユーロ圏は以下の計20か国、人口3億2600万人を擁する経済圏となっている。
| 国             | 導入日       | 旧通貨     | 人口     | 面積      | 除外 |
| -------------- | ------------ | ---------- | -------- | --------- | ---- |
| アイルランド   | 1999年1月1日 | ポンド     | 0424万人 | 070282km² |      |
| イタリア       | 1999年1月1日 | リラ       | 6002万人 | 301230km² |      |
| エストニア     | 2011年1月1日 | クローン   | 0134万人 | 045226km² |      |
| オーストリア   | 1999年1月1日 | シリング   | 0831万人 | 083870km² |      |
| オランダ       | 1999年1月1日 | ギルダー   | 1647万人 | 041526km² |      |
| キプロス       | 2008年1月1日 | ポンド     | 077万人  | 09250km²  |      |
| ギリシャ       | 2001年1月1日 | ドラクマ   | 1112万人 | 131940km² |      |
| クロアチア     | 2023年1月1日 | クーナ     | 0403万人 | 056594km² |      |
| スペイン       | 1999年1月1日 | ペセタ     | 4511万人 | 504782km² |      |
| スロバキア     | 2009年1月1日 | コルナ     | 0539万人 | 048845km² |      |
| スロベニア     | 2007年1月1日 | トラール   | 0201万人 | 020273km² |      |
| ドイツ         | 1999年1月1日 | マルク     | 8132万人 | 357021km² |      |
| フィンランド   | 1999年1月1日 | マルッカ   | 0529万人 | 338145km² |      |
| フランス       | 1999年1月1日 | フラン     | 6339万人 | 643427km² |      |
| ベルギー       | 1999年1月1日 | フラン     | 1067万人 | 030528km² |      |
| ポルトガル     | 1999年1月1日 | エスクード | 1060万人 | 092391km² |      |
| マルタ         | 2008年1月1日 | リラ       | 040万人  | 0316km²   |      |
| ラトビア       | 2014年1月1日 | ラッツ     | 0201万人 | 064589km² |      |
| リトアニア     | 2015年1月1日 | リタス     | 0325万人 | 065200km² |      |
| ルクセンブルク | 1999年1月1日 | フラン     | 048万人  | 02586km²  |      |

ただし「除外」の欄に国旗等で示した地域では、別の通貨が流通しているので、ユーロ圏には含まれない。
| 国       | 除外地域                   | 通貨               | 法的地位       | 位置           |
| -------- | -------------------------- | ------------------ | -------------- | -------------- |
| キプロス | 北キプロス                 | 新トルコ・リラ     | 未承認国家     | キプロス島北部 |
| フランス | フランス領ポリネシア       | CFPフラン          | 海外領域       | 南太平洋       |
| フランス | ニューカレドニア           | CFPフラン          | 海外領域       | 南太平洋       |
| フランス | ウォリス・フツナ           | CFPフラン          | 海外領域       | 南太平洋       |
| オランダ | アルバ                     | アルバ・フローリン | 海外領域       | カリブ海       |
| オランダ | オランダ領アンティル       | カリブ・ギルダー   | 海外領域       | カリブ海       |
| ドイツ   | ビュージンゲン             | スイス・フラン     | 欧州連合領域内 | 飛び地         |
| イタリア | カンピョーネ・ディターリア | スイス・フラン     | 欧州連合領域内 | 飛び地         |

欧州連合加盟国の特別領域の中には、欧州連合の領域には含まれないが、ユーロが使われている地域がいくつかある。なおこのうちアクロティリおよびデケリアは非ユーロ圏の加盟国イギリスの主権基地領域だが、隣接するキプロスのユーロが流通している（キプロス島内に位置するがキプロス領でもキプロスが主張する領土でもない）。なお、時差の関係により、2002年1月1日に世界で最初にユーロの流通・使用が開始されたのは、ヨーロッパ本土ではなくインド洋のフランス領レユニオンであった。
| 国       | 貨幣         | 地域 | 位置       |
| -------- | ------------ | --- | ---------- |
| キプロス | キプロスの旗 | グリーンライン | キプロス島 |
| イギリス | キプロスの旗 | アクロティリおよびデケリア | キプロス島 |
| フランス | フランスの旗 | レユニオン フランス領ギアナ グアドループ マルティニーク マヨット サン・バルテルミー サン・マルタン サンピエール島・ミクロン島 フランス領南方・南極地域 | 離島など   |

#### 財政政策
欧州連合域内の財政政策の調整に関する主な手段は、欧州連合の全加盟国を対象とし、中でもユーロ圏16か国についてはとくに言及をしている総合経済政策ガイドラインに規定されている。このガイドラインは拘束力を持たないが、経済構造が連携しているということを考慮して、加盟国間での政策調整を企図している。
通貨の相互保証と安定性のために、ユーロ圏諸国は安定・成長協定を尊重しなければならず、この協定は赤字額や国債発行に上限を設け、違反に対しての制裁規定を定めている。協定ではもともとユーロ圏各国に対して毎年の赤字額の上限を GDP の 3% と設定し、この額を超過した国には罰則金を科すとしていた。2005年、ポルトガル、ドイツ、フランスがこの制限を破ったが、欧州連合理事会は罰則金を科さないという決定を下した。この結果、より柔軟性を持ち、赤字額の基準を加盟国の経済情勢やそのほかの要因を考慮することを含む改定が採択された。

#### 直近のユーロ加盟国

##### ラトビア
当初は2008年1月1日の導入を目標としていたが、インフレーションに関する問題のために延期を余儀なくされた。2014年1月より念願のユーロを導入して現在に至る。

##### リトアニア
リトアニアは本来、2007年1月1日をユーロ使用開始の目標日に設定していたが、インフレーション率が許容限度を超えていたため欧州委員会に拒否された。2006年12月、政府は新たな収斂計画を承認し、その中で政府はできるだけ速やかにユーロ圏入りを果たしたいとしているものの、2007年から2008年にかけてインフレーションが進むと見込まれるため、ユーロ導入は2010年以降が望ましいとしていた。2007年1月に発表された世論調査によると、ユーロ導入への反対意見が賛成意見を上回っていた。2015年1月よりユーロを導入し、これでバルト三国は全てユーロを導入することになった。

##### クロアチア
2019年7月、クロアチアはERM-IIへの参加を申請し、 2020年7月10日、ERM-IIに加盟した。 
2022年6月1日、欧州委員会はクロアチアがユーロ導入の基準を満たし、2023年1月から導入できるとの評価を公表した。2023年1月1日、20番目のユーロ導入国となった。

### 欧州連合非加盟のユーロ使用国

#### 協定による
モナコ、 サンマリノ、 バチカン は欧州連合に加盟していないのでユーロ圏ではないが、ユーロ圏諸国と同様にユーロを使用している。これらの国ではかつて、ユーロに切り替えられた通貨を使用しており、バチカンとサンマリノではイタリア・リラと固定されていた通貨（バチカン・リラ、サンマリノ・リラ）を、モナコではフランス・フランと 1:1 で固定されていたモネガスク・フランをそれぞれ使用していた。
これらの諸国は、欧州連合と直接ではないが、サンマリノとバチカンはイタリアと、モナコはフランスとそれぞれ通貨協定 を締結した上でユーロを使用している。各協定は欧州委員会および欧州理事会において承認を受けている。
協定では、これらの3か国は毎年一定の量のユーロ硬貨について、ユーロ圏諸国同様、それぞれ独自のデザインを施して発行することができる。これらの3か国が発行した硬貨はユーロ圏の各国で有効であり、また逆にユーロ圏各国の硬貨もこれらの3か国で通用する。ただし実際には、鋳造は自国では行わず、モナコのユーロ硬貨はフランスで、バチカンとサンマリノのユーロ硬貨はイタリアでそれぞれ鋳造されている。
 アンドラは、独自のユーロ紙幣は発行できず、ユーロ圏諸国で作成された紙幣を使用することになる。ただし紙幣のデザインはユーロ圏全体で共通である。
アンドラは、かつてはフランス・フランやスペイン・ペセタを事実上の法定通貨として使用しており、正式な通貨を持っていなかった。アンドラは、スペインやフランスとは特段の通貨協定を締結していないが、アンドラでのユーロの公式な地位に関して欧州連合との間で交渉がなされている。また、2016年1月現在、2014年にThe Royal Spanish Mintから発行されたアンドラ独自デザインのユーロ硬貨が鋳造されている。

#### 協定なし
モンテネグロ、 コソボ でもユーロが流通しているが、欧州連合は両国・地域でユーロを使用することを認める公式の通貨協定を締結していない。なおコソボでユーロが使用されているのは、主に政治的理由でセルビア・ディナールを廃したためである。

## 潜在的拡大

ユーロ圏 (20)
欧州連合条約でユーロ移行義務がある欧州連合加盟国 (6)
ユーロ導入義務がない欧州連合加盟国 (1)
協定によりユーロを使用している欧州連合非加盟国 (4)
協定なしでユーロを使用している欧州連合非加盟国 (2)

### 加盟国のユーロ導入
以下の7か国は欧州連合に加盟しているが、ユーロを導入していない。
 デンマーク、 スウェーデン、 ブルガリア、 チェコ、 ハンガリー、 ポーランド、 ルーマニア 。
デンマークは欧州連合条約における例外規定の対象となっている。同国は政府決定、あるいは議会の議決または国民投票を実施することとされており、これらなしではユーロの導入を求められることはない。
スウェーデンにはこのような例外規定がなく、規定上は将来のある時点でユーロ導入が義務付けられている。しかし欧州連合側は、スウェーデンに対してユーロを強制する意図はないということを明らかにしている。
2004年以降に加盟した国は、収斂基準を満たせばただちにユーロを導入することとされている。このような新規加盟国に関して、単一通貨は加盟のさいの条件の一部 (part of the package) となっており、デンマーク以外は例外が認められることはない。
2004年以降に加盟した国のうちすでにキプロス、マルタ、スロベニア、スロバキア、エストニア、ラトビア、リトアニア、クロアチアはユーロに切り替えられた。

### ERM-II対象国
2004年5月1日、この日に欧州連合に新規加盟した国の10の中央銀行は欧州為替相場メカニズム (ERM-II) に組み込まれることが決定した。2023年現在、2つの欧州連合加盟国が自国の通貨を欧州為替相場メカニズムに組み込ませている。
| 国         | 通貨     | ISO 4217 | 基準値 対1ユーロ | 適用日        | ユーロ移行 予定日 |
| ---------- | -------- | -------- | ---------------- | ------------- | ----------------- |
| デンマーク | クローネ | DKK      | 7.46038          | 1999年1月1日  | 未定              |
| ブルガリア | レフ     | BGN      | 1.95583          | 2020年7月10日 | 2026年1月1日      |

#### デンマーク
2000年9月28日、デンマークにおいてユーロ導入の是非を問う国民投票が実施され、53.2% が反対という結果になった。近年の1か月ごとに実施される調査 では、ユーロ導入を希望する割合が半数を超えている。2007年、デンマーク議会は欧州連合条約上の4つの例外規定について、まず一部または全部の例外規定について国民投票を実施し、続いてユーロ導入の是非を問う投票を実施することの検討を開始した。その後行われた選挙で与党が勝利し、ユーロ導入に向けて必要な措置を行っていることを明らかにした。
デンマークにおいてユーロが導入された場合のグリーンランドとフェロー諸島の対応は見通しが立っていない。両地域はデンマークの自治領であるが、欧州連合の領域とはなっていない。フェロー諸島では、フェロー諸島のモチーフが印刷されたデンマーク・クローネ紙幣（フェロー・クローネ）が発行されており、グリーンランドでも同様の対応を実施することが計画されている。なお硬貨についてはデンマーク・クローネ硬貨が使用されている。

#### ブルガリア
ブルガリア・レフは1997年以降はドイツマルクと、1999年以降はユーロと為替レートが固定されており、またブルガリアはすでに経済通貨統合参加基準の大部分を満たしている。そのためブルガリアは2007年夏までにERM-IIへの参加を計画していた が、高いインフレーション率と経常収支赤字のために延期され、2012年の参加実現を目指すことになっていた。
2018年6月、ブルガリアは銀行同盟およびERM-IIへの参加を表明し、7月12日に銀行同盟への加盟が承認され、2020年7月10日、ERM-IIに加盟した。
2025年2月24日、政府が自国がインフレ基準を満たしたと判断したことを受けて、閣僚会議は欧州委員会および欧州中央銀行に対して臨時の収束報告書を正式に要請する決定を採択した。翌2月25日、ブルガリア国立銀行と財務省は、その報告書を正式に要請する書簡を送付した。6月4日、欧州委員会と欧州中央銀行の収斂報告レポートで、2026年にユーロを導入する全ての基準を満たしたことが示された。

### ERM-II非対象国

| 通貨の状態   | 加盟国 | 非加盟国 |
| ------------ | ------ | -------- |
| ユーロ       |        |          |
| ERM-II       |        | なし     |
| 対ユーロ固定 | なし   |          |
| 対ユーロ変動 |        |          |

#### チェコ
2004年の欧州連合加盟以降、チェコはマクロ経済の情勢を他の加盟各国にあわせる財政・通貨政策をとってきた。現時点で最も大きな問題は巨額の財政赤字である。2016年1月現在、ユーロ導入への日程は見通しが立っていない。

#### ハンガリー
ハンガリーはもともとユーロの導入を2010年1月1日に計画していたが、莫大な財政赤字のために断念した。2007年の計画では2008年中頃にロードマップを作成するとして、導入の目標日程を定めていない。現実的には、ハンガリーのユーロ圏入りは財務状況が好転する見通しが立たず、困難であるとされる。現状、毎年の収支の赤字額は GDP の 6% に上り、公債発行額も GDP の 69% に上っている。またその発行増加率もGDP成長率を上回っている。2016年1月現在、ユーロ導入への日程は見通しが立っていない。

#### ポーランド
ポーランドは「欧州連合の総合的政策の一環」としてユーロ導入が義務付けられているが、大統領レフ・カチンスキは導入にさいして国民投票を実施したいと述べている。厳密には、ポーランド国民はすでにユーロ導入に賛成を示している。欧州連合加盟の是非を問う国民投票で 77% という多数が賛成票を投じていたが、この投票は同時に経済通貨統合を問うことも含まれていたことになる。欧州委員会委員ホアキン・アルムニアはポーランドに対して、イギリスとデンマークと同様の経済通貨統合の例外規定はないということを確認した。世論調査ではポーランド国民の多数がユーロを自国通貨とすることを望んでいる。2016年1月現在、ユーロ導入の期日は未定である。

#### ルーマニア
ルーマニア政府は2014年までのユーロ圏入りを計画していることを表明した。また2012年までに ERM-II 基準を達成するとしていた。欧州中央銀行総裁は2007年6月に、ルーマニアは多くの課題を抱えており、ERM-II 参加までには長い年月を要するとの見通しを示した。
将来のユーロ導入の際にATMなどの自動機のユーロ紙幣への対応を容易にするため、2005年に新ルーマニア・レイが導入された（1万旧レイを1新レイとするデノミネーション）ときに、新紙幣をユーロ紙幣と同じ寸法で発行した。旧レイ紙幣はユーロ紙幣に比べてかなり幅が大きかった。2019年時点では2024年のユーロ導入を目標としている。

#### スウェーデン
スウェーデンに対しては、いかなる議定書や条約においても特例が設けられていない。しかしスウェーデンは、欧州連合でユーロが導入されても自国では使用しないことを1997年に決定しており、求められていた為替相場の安定基準の達成に努めていなかった。
1994年11月13日、スウェーデンでユーロ導入に関する最初の国民投票が実施された。この国民投票は加盟条約の批准を問うものであったが、ユーロ導入はこの加盟条約において欠かせない規定であった。結果 53% が賛成票を投じ、同時にユーロ圏入りが承認された。ところがスウェーデン政府は、共通通貨を導入するか、またその時期についてはスウェーデン議会が決めるということを、1994年8月11日の欧州連合加盟を提唱するさいに一方的に宣言した。その後1997年にスウェーデン議会は、ユーロ導入当初はこれに加わらず、時間を置いて導入することを決めた。
ユーロ導入を諮る国民投票が2003年9月14日に実施され、結果、賛成 42.0%、反対 55.9% とユーロ導入を拒否することになった。これを受けて各政党は投票結果を当面の間は守り続けると表明し、ユーロ導入の決定は先送りされた。政府系調査期間の定例調査では、世論はユーロに対して消極的になっている。これとは対照的に欧州連合の調査「ユーロバロメーター」では、ユーロに対する支持が2003年では 41% だったものが、2006年には 51% となっている。
スウェーデン元首相ヨーラン・ペーションは在任中の2004年9月に、スウェーデンのユーロ導入は2010年の総選挙まではありえないと述べた。この見方はフレドリック・ラインフェルト政権も共有しており、ユーロ導入に関して消極的な姿勢を見せている。このためスウェーデンにおけるユーロ導入は2015年まではないということがほぼ間違いなく、世論調査でも消極的な態度が見られることを念頭においても、かなり先のことになると見られる。
Foretagarna の調査によると、スウェーデン企業の 60% が、ユーロ圏入りしていない今の状況は不利益であると考えている。スウェーデンの企業団体の代表である Anna-Stina Nordmark-Nilsson はスウェーデンのユーロ圏入りを求めている。
スウェーデンがユーロを当面導入しないという決定は欧州連合において広く認められている。スウェーデンは1995年に欧州連合に加盟しており、1992年に署名されていた欧州連合条約における例外規定の適用を受ける機会がなかったという事情のためである。しかし1995年にはユーロはまだ存在しておらず（紙幣・硬貨の流通は2002年から、法定通貨としても1999年から有効となっている）、このため欧州委員会はそれまでにスウェーデンのユーロに関する取り組みについて法的強制力を持つ行動をとっていなかった。しかしスウェーデンのような動きをほかの新規加盟国が見せた場合は、これを許容していないにもかかわらず、スウェーデンに対しては許容しているということについて懸念の声が上がっていた。

### 非加盟国
アイスランドの外相バルゲルズル・スベリスドッティルは2007年1月15日にインタビューで、欧州連合に加盟はしないもののユーロ導入の是非については検討したいと述べた。スベリスドッティルは、欧州経済領域の小規模な経済圏においては独自の通貨を維持していくのは困難だと考えている。

## 対ユーロ固定通貨の非加盟国
カーボベルデのカーボベルデ・エスクードはかつてポルトガル・エスクードと、ボスニア・ヘルツェゴビナのコンヴェルティビルナ・マルカはドイツマルクと、フランスの旧植民地で使われている CFAフラン、コモロ・フランおよびフランスの太平洋地域の領土で使われている CFPフランはフランス・フランと、それぞれ相場が固定されていたが、現在はユーロと相場が固定されている。

## 批判
2016年7月にIMFの独立監査機関であるIndependent Evaluation Office (IEO)がレポートを公表し、IMFがユーロ構想に関して楽観的で表面だけの分析をしていたことが明らかになった。
共通通貨ユーロ導入に先立ち、IMFはユーロの利点を強調する傾向にあった。
IMFのスタッフの中にはユーロは本質的に欠陥含みであると警告していたがそれらの声は押さえつけられ、IMF内部での白熱した議論の後にユーロを支持する見解が主流となった。
毎度のようにIMFは経常収支赤字膨張によるリスクを過小評価しており、ユーロ圏周辺国への資本流入とその急停止の危険性を無視していた。
ユーロ圏内での国際収支統計危機は存在しないものとみなされており、2007年の時点でもIMFはギリシャに関してエクスターナル・ファイナンシングが懸念事項だと考えていなかった。
EUとIMFがギリシャへの金銭支援とその交換条件としての緊縮財政政策の強要を行った時にも、ギリシャ経済の先行きについてのIMFの試算には非常に大きなエラーがあった。
IMFは財政乗数を0.5としていたが現実にはその5倍だっただろうと考えられている。現実のギリシャのGDPはIMFの予測値よりも25%低い値であり、失業率はIMFの予測値よりもはるかに高い値であった。
ノーベル賞経済学者ジェームズ・トービンは、ユーロ圏には金融政策・財政政策共に大きな欠陥があることを指摘する。
ユーロ圏の金融政策はECB主導で実施されるが、ECBは物価の安定のみを政策焦点とするために失業への対策が疎かになる。また、ユーロ加盟国はマーストリヒト条約や安定・成長協定に従わなければならず、景気の良し悪しに関わらず各加盟国は財政赤字をGDPの3%以内に抑えなければならない。このため各加盟国は不況の際に十分な拡張的財政政策を行うことができない。
ノーベル賞経済学者ジョセフ・スティグリッツはユーロを悲劇的な過ちと形容した。その共通通貨は、政治統合も行わないまま、そして共通通貨が内包する本質的不備を熟考することもないまま始まった。EU側の人々は、単一通貨USドルを使うアメリカ合衆国という世界第一位の経済大国の成功をみて、それを真似すべきだと述べていた。
ユーロという単一通貨（共通通貨とは異なる）は、アメリカが主導で導入したものである。
独自の金融政策がとれないために、危機に陥ったユーロ圏加盟国は自国通貨を減価させる事もできなければ政策金利を下げる事もできない。拡張型財政政策も採れない。その結果として賃金低下と多くの失業が生じる。そしてこの賃金低下は企業側を喜ばせるものであった。ユーロ自体が新自由主義的な構想だったことは十分に明らかとなっている。EU側はギリシャ危機を利用して構造改革を強要した。農業分野における改革としては、EU側はギリシャに対して新鮮なミルクの定義を変えるよう命じた。以前は4日経過したミルクにはラベルがされる必要があった。
ドイツやオランダの酪農産業はミルクをギリシャを含めた欧州各国に輸出したいと考えている。ミルクの輸出には時間がかかり、4日以上経過したミルクを新鮮なミルクでないとするギリシャの法律は
ドイツやオランダの酪農産業にとって不都合だろう。そしてドイツやオランダの輸出攻勢はギリシャの中小企業に痛手を追わせることになる。この例からもユーロ圏では特定の団体だけにアドバンテージが与えられることがわかる。

## 統計

### ユーロ圏とその影響地域の人口
| 対ユーロ | 大陸                     | 対欧州連合        | 人口      | 国・地域 |
| -------- | ------------------------ | ----------------- | --------- | --- |
| ユーロ   | ヨーロッパ               | 加盟 （ユーロ圏） | 3億3595万 | オーストリア ベルギー キプロス フィンランド フランス ドイツ エストニア ギリシャ アイルランド イタリア ルクセンブルク マルタ オランダ ポルトガル スロベニア スロバキア スペイン ラトビア リトアニア |
| ユーロ   | ヨーロッパ               | 非加盟            | 270万     | アンドラ コソボ モナコ モンテネグロ サンマリノ バチカン |
| 固定     | ヨーロッパ               | 加盟              | 693万     | ブルガリア |
| 固定     | ヨーロッパ               | 非加盟            | 400万     | ボスニア・ヘルツェゴビナ |
| 固定     | アフリカ （CFAフラン）   | 非加盟            | 1億1000万 | ベナン ブルキナファソ カメルーン 中央アフリカ チャド コートジボワール 赤道ギニア ガボン ギニアビサウ マリ ニジェール コンゴ共和国 セネガル トーゴ                                                  |
| 固定     | オセアニア （CFPフラン） | 海外領域          | 50万      | フランス領ポリネシア ニューカレドニア ウォリス・フツナ |
| 固定     | アフリカ （非CFAフラン） | 非加盟            | 3500万    | カーボベルデ コモロ モロッコ |
| 変動幅   | ヨーロッパ               | 加盟              | 987万     | クロアチア デンマーク |
| 合計     | 合計                     | 合計              | 5億495万  | 46か国3地域 |